# Rosengarten (Magdeburg)

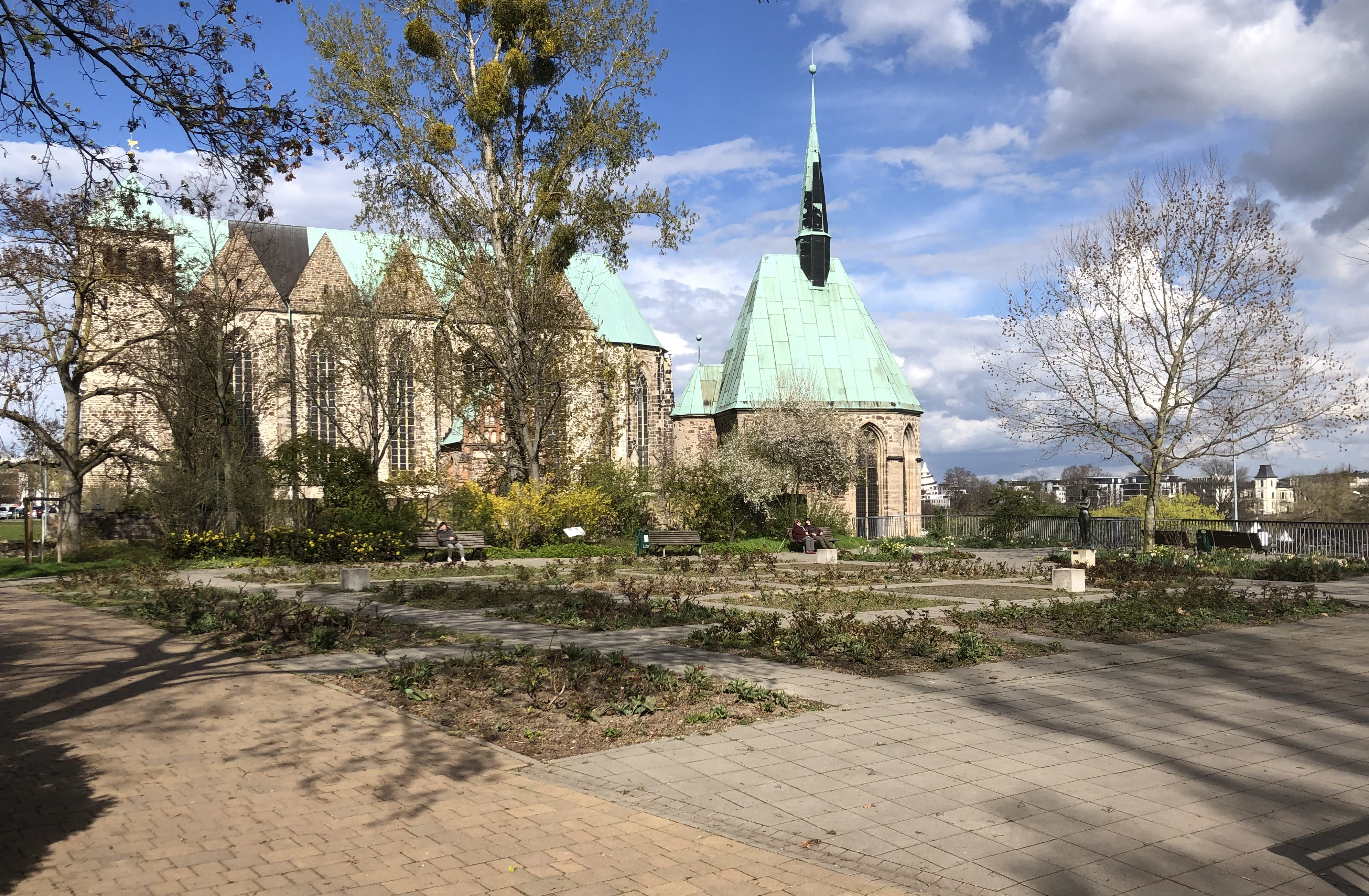
Rosengarten, Blick von Südwesten, im Hintergrund die Magdalenenkapelle (rechts) und die Petrikirche, April 2023

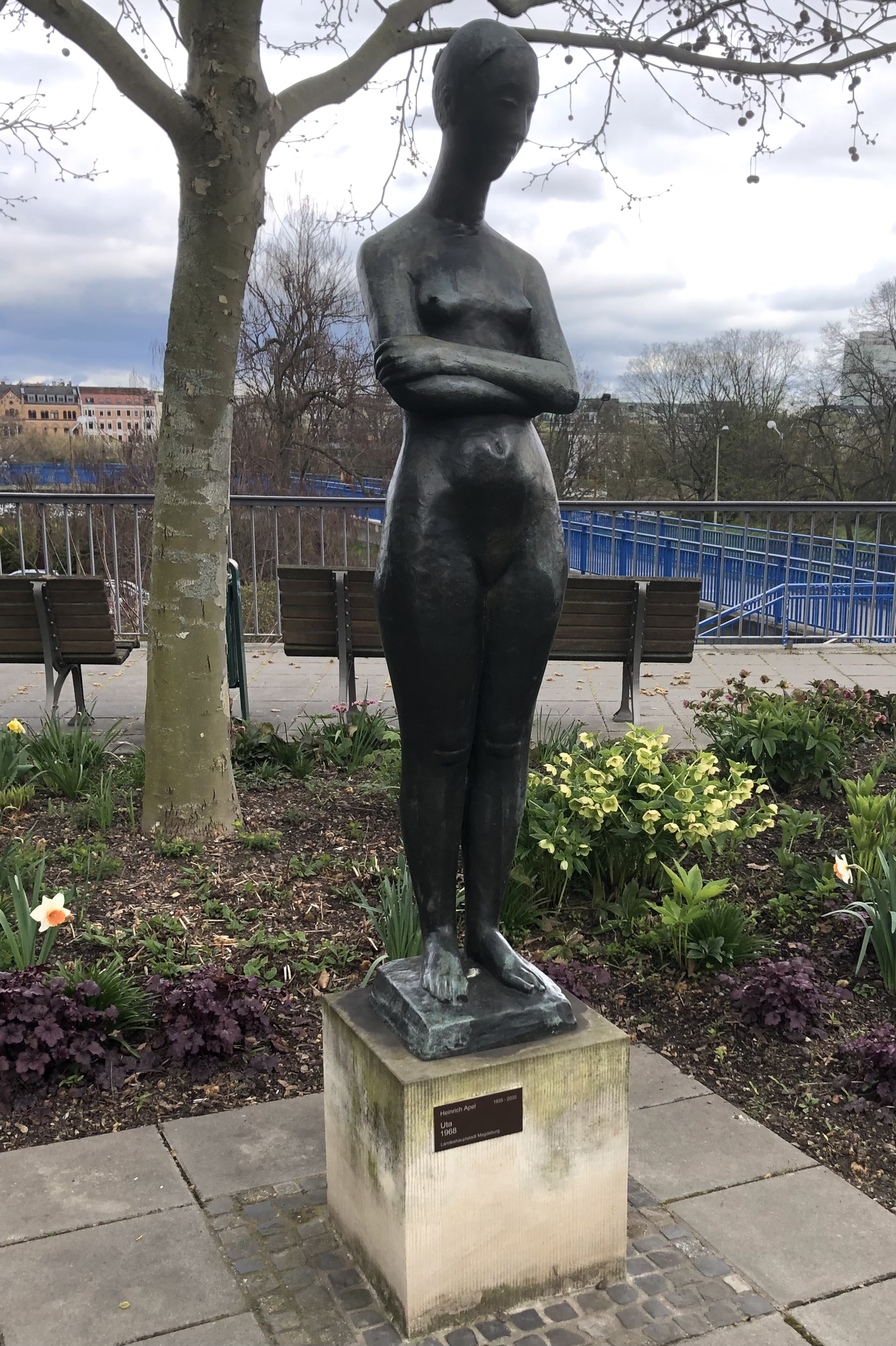
Uta von Heinrich Apel

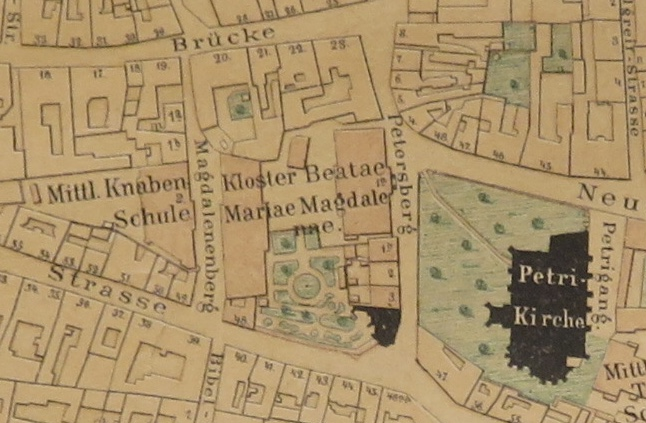
Der Klostergarten (Mitte) auf einem Stadtplan von 1882

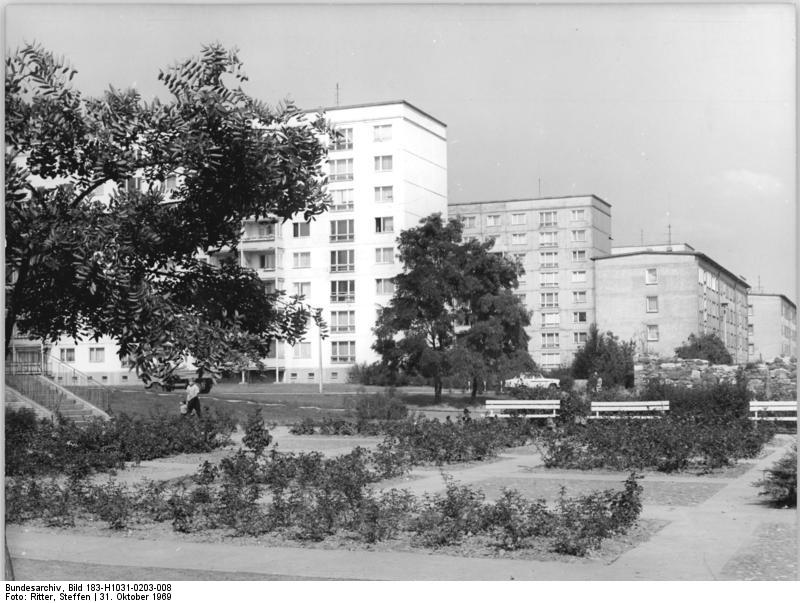
Rosengarten, 1969

Der Rosengarten, auch als Altstädtischer Rosengarten, Altstadtbalkon oder Rosengarten Knochenhauerufer bezeichnet, ist ein denkmalgeschützter Garten in Magdeburg in Sachsen-Anhalt. 

## Lage
Der Garten befindet sich östlich an der Stephansbrücke in der Magdeburger Altstadt. Nördlich verläuft der Petersberg, östlich, unterhalb des Gartens, das Knochenhauerufer. Südlich liegt der Magdalenenberg. Nordöstlich steht die Magdalenenkapelle.

## Geschichte und Gestaltung
Im Bereich des Rosengartens befand sich in der Vergangenheit der Klostergarten des Klosters Mariae Magdalenae. Bereits dieser Garten, der an zwei Präbendatengebäude grenzte, wies eine stringente Gliederung auf. Im Garten standen auch Lauben. Nach Osten zur Elbe hin befand sich eine Terrasse.
Der Klostergarten war später aufgegeben worden. Seine Anlage diente jedoch als Grundlage für die Anlage des Rosengartens in den 1960er Jahren, die im Zuge der Neugestaltung der Elbuferpromenade in der Zeit der DDR erfolgte. In den Garten wurde auch die im Jahr 1968 von Heinrich Apel geschaffene Statue Uta integriert, die an seiner Ostseite steht. Der Garten selbst besteht aus quadratisch angelegten, von Rosen bestandenen Beeten, zwischen denen Wege verlaufen. Insgesamt hat die kleine Grünanlage eine Ausdehnung von etwa 30 mal 30 Metern. Ab 2005 war der Rosengarten für die Öffentlichkeit nicht mehr zugänglich. Anwohnerproteste führten 2009 dazu, dass Pläne zu einer Neugestaltung des Gartens durch einen Investor aufgegeben und er wieder zugänglich gemacht wurde. Im August 2014 wurden durch Spenden finanzierte Sitzbänke aufgestellt.
2015 wurde die Gartenanlage für 150.000 € saniert. Sowohl die Wege als auch die angrenzende Treppenanlage wurden erneuert, die Beete neu angelegt und bepflanzt. Die Uta war bereits im Februar 2015 abgebaut und gleichfalls saniert worden. Sowohl die Statue als auch die von Spendern finanzierten Bänke wurden wieder aufgestellt. Eine Platane wurde an einem ursprünglichen Standort und eine Linde am Aufgang zum westlich gelegenen Seniorenzentrum nachgepflanzt. Ziel der durch Mittel des Förderprogramms Stadtumbau Ost finanzierten Maßnahme war die Wiederherstellung des Rosengarten in ursprünglicher Form. Am 12. November 2015 wurde im Beisein des Oberbürgermeisters Lutz Trümper, des Bürgermeisters Klaus Zimmermann, des Künstlers Heinrich Apel und der Leiterin des Stadtgartenbetriebs Simone Andruschek der Rosengarten wiedereröffnet. In der Nacht vom 5. auf den 6. Februar 2016 kam es zu Vandalismus im Garten, bei dem 20 Rosen herausgerissen und ein Betonquader umgestoßen wurde. Die Schäden wurden beseitigt.
Im Denkmalverzeichnis des Landes Sachsen-Anhalt ist der Garten unter der Erfassungsnummer 094 06293 001 als Teilobjekt des Baudenkmals Magdalenenkapelle verzeichnet. Als städtische Grünanlage wird der Garten unter der Nummer GA0349 geführt.